# Азональность
Азональность (от a — отрицательная  и греч. zone — зона) в физической географии — собирательный термин, охватывающий все явления в пределах ландшафтной сферы Земли, которые напрямую обусловлены энергией земных недр (т. е. эндогенных процессов, протекающих внутри Земли). Основные внутриземные процессы: радиоактивный распад некоторых химических элементов, гравитационная дифференциация земного вещества, изменение радиуса Земли, взаимодействие атомов в минералах и прочее.
К непосредственно азональным явлениям относятся в первую очередь вертикальные и горизонтальные тектонические движения блоков земной коры и связанные с ними крупномасштабные геолого-географические следствия: перманентное формирование континентально-океанического рисунка земной поверхности, крупных морфоструктурных форм рельефа на суше и океаническом дне и др. Также в понятие азональность входят магматизм (в основном эффузия), эндогенный сейсмизм и отчасти метаморфизм, который оказывает опосредованное воздействие на формирование геосистем. 
Некоторые исследователи под азональностью подразумевают две ярко выраженные закономерности географической оболочки:
1) последовательное изменение физико-географических процессов, компонентов и комплексов от океанических побережий к центральным частям материков (секторность, или меридиональная зональность);
2) изменение структуры и свойств ландшафтов по гипсометрическому градиенту (так называемая, ярусность, или вертикальная (высотная) зональность); 
По всей видимости, подобные виды пространственной дифференциации эпигеосферы следует рассматривать как экзогенные следствия азональности в рамках широтно-зональной структуры, поскольку эти географические закономерности в любом случае имеют атмосферные (климатические) предпосылки, пусковым механизмом которых является, как известно, взаимодействие потока солнечной радиации с геоморфологически неоднородной дневной поверхностью.
Географическое распределение азональных явлений, в отличие от зональных, не является математически правильным, так как в своём размещении по поверхности земного шара азональные процессы и компоненты не зависят от внешних (космических) источников энергии.
На основе азональных закономерностей физико-географы осуществляют ландшафтное районирование суши в основном по схеме материк → физико-географическая страна → физико-географическая область.